# زیبای خفته (فیلم ۱۹۹۵)
«زیبای خفته» (انگلیسی: Sleeping Beauty (1995 film)) فیلمی در ژانر فانتزی است که در سال ۱۹۹۵ منتشر شد.

## خلاصهٔ داستان
در سرزمینی دور پادشاه و ملکه ای وجود داشتند که همیشه آرزومند داشتن فرزندی بودند تا اینکه صاحب فرزندی می‌شوند و به این مناسبت جشن بزرگی برپا می‌کنند و تمامی پری‌ها را برای شرکت در این جشن دعوت می‌کنند تا مادر خواندهٔ فرزندشان شوند.